# Варпаярви (озеро, бассейн Тарасйоки)
Ва́рпая́рви (фин. Varpajärvi) — озеро на территории Поросозерского сельского поселения Суоярвского района Республики Карелия.

## Общие сведения
Площадь озера — 1 км². Располагается на высоте 181,8 метров над уровнем моря.
Форма озера лопастная. Берега каменисто-песчаные, отчасти заболоченные, сильно изрезаны, в результате чего у озера много заливов. С северо-западной стороны в озеро впадают два безымянных ручья, текущих из трёх небольших ламбин, одна из которых имеет название Юлмякёнлампи (фин. Jylmäkönlampi).
Из восточной оконечности озера вытекает небольшой короткий ручей без названия, втекающий в ручей Койвупуро (фин. Koivupuro), который, протекая озеро Саммалампи (фин. Sammalampi), втекает в озёра Илинен-Лиусъярви, Алинен-Лиусъярви, откуда вытекает река Мянтюйоки (фин. Mäntyjoki), в нижнем течении — Контиойоки, которая далее сообщается с рекой Тарасйоки. 
На озере четыре безымянных острова, самый крупный из которых расположен в центральной части озера, условно деля озеро на две части.
Населённые пункты близ озера отсутствуют. Ближайший — посёлок Поросозеро — расположен в 30 км к востоку от озера.
Код водного объекта в государственном водном реестре — 01040100111102000016696.
Название озера переводится с финского языка как «прут-озеро».